# Jangrana
Jangrana is een bestuurslaag in het regentschap Cilacap van de provincie Midden-Java, Indonesië. Jangrana telt 4158 inwoners (volkstelling 2010).